# Diogmites neoternatus
Diogmites neoternatus är en tvåvingeart som först beskrevs av Stanley Willard Bromley 1931.  Diogmites neoternatus ingår i släktet Diogmites och familjen rovflugor. Inga underarter finns listade i Catalogue of Life.